# پشتو، بتگرام
پشتو (به انگلیسی: Pashto) یک شهرک و شورای اتحادیه در پاکستان است که در خیبر پختونخوا واقع شده‌است.